# Semjon Iwanowitsch Janowski
Semjon Iwanowitsch Janowski (russisch Семён Иванович Яновский; * 15. Apriljul. / 26. April 1789greg. in Gluchow; † 6. Januarjul. / 18. Januar 1876greg. in der Tichonowa-Einsiedelei bei Kondrowo, Gouvernement Kaluga) war ein russischer Marineoffizier und Forschungsreisender.

## Leben
Janowskis Vater war Armeeoffizier im Ruhestand und Beamter am Semstwo-Gericht. Janowski trat  in St. Petersburg im Juni 1804 in das Marine-Kadettenkorps ein, das er nach Beförderung im Mai 1805 zum Gardemarin im Januar 1808 als Mitschman verließ. Darauf diente er in der Baltischen Flotte. 1812 wurde er zum Leutnant befördert. Während der Befreiungskriege in Mitteleuropa nahm er 1814 an einer Landungsoperation an der holländischen Küste teil.
Im Juli 1816 trat Janowski in den Dienst der Russländisch-Amerikanischen Kompagnie (RAK) und nahm auf der Suworow unter dem Kommando Sachar Panafidins am ersten Teil der in Kronstadt begonnenen Weltumsegelung unter dem Oberkommandierenden  Ludwig von Hagemeister auf der Kutusow 1816–1819 teil. Im Sommer 1817 kam er nach Nowo-Archangelsk, der Hauptstadt Russisch-Amerikas. Im Oktober 1818 wurde er Gouverneur Russisch-Amerikas der RAK als Nachfolger Ludwig von Hagemeisters. Sein Assistent war der Geschäftsführer des Hauptkontors der RAK Kirill Chlebnikow. Als er 1819 während einer Inspektionsreise sich auf seinen Besitzungen auf der Insel Kodiak aufhielt, kam er in engeren Kontakt mit dem russisch-orthodoxen Mönch und Missionar Herman von Alaska, der ihn tief beeindruckte. Janowski gab die deistischen Vorstellungen seiner Jugendzeit auf und fühlte sich nun als wahrer Christ.
Im September 1820 übergab Janowski sein Amt dem neuen Gouverneur Matwei Murawjow und kehrte 1821–1822 über Ochotsk durch Sibirien nach St. Petersburg zurück. Er verfasste ein Reisetagebuch der Fahrt von der Insel Sitka nach Ochotsk und der Reise aus Russisch-Amerika durch Sibirien nach St. Petersburg. Er diente wieder in der Baltischen Flotte, wurde im August 1824 zum Kapitänleutnant befördert und im Februar 1826 als Kapitän 2. Ranges aus dem Dienst entlassen.
Janowski war 1834–1852 Direktor des Gymnasiums des Gouvernements Kaluga, worauf er sich auf sein Landgut zurückzog.
Ende 1865 zog Janowski in die Tichonowa-Einsiedelei bei Kondrowo im Gouvernement Kaluga. 1866 ließ er sich zum Mönch weihen und nahm den Namen Sergi an. 1873 erhielt er das Schima. Seine Briefe an Hegumen Damaskin des Klosters Walaam waren die Grundlage für die Biografien Hermans  von Alaska und des Märtyrers Pjotr der Aleut.
Janowski war in 1. Ehe seit 1818 mit der Tochter des ersten RAK-Gouverneurs
Alexander Baranow verheiratet, mit der er zwei Kinder bekam. Die Tochter Alexandra trug das Schima und lebte mit ihm in der Tichonowa-Einsiedelei. Nach dem Tod seiner Frau 1824 heiratete er 1826 wieder und bekam die Söhne Nikolai (1829–1913), der Mitglied des Staatsrats wurde, und Iwan (1831–1855), der im Krimkrieg bei der Verteidigung Sewastopols  verwundet wurde und starb.
Ein Berg auf der Insel Sitka wurde nach Janowski benannt.